# Deborah Bell
Deborah Bell (Johannesburgo, 1957) es una artista (pintora y escultora) sudafricana.

## Trayectoria
Se licenció en bellas artes en la Universidad del Witwatersrand en 1975 con un máster en la misma universidad en 1986.
Comenzó su carrera de artista como tal en 1982, exponiendo en varias exhibiciones en África, Norteamérica y Europa, y trabajando junto a artistas como William Kentridge o Robert Hodgins.